# Mandally

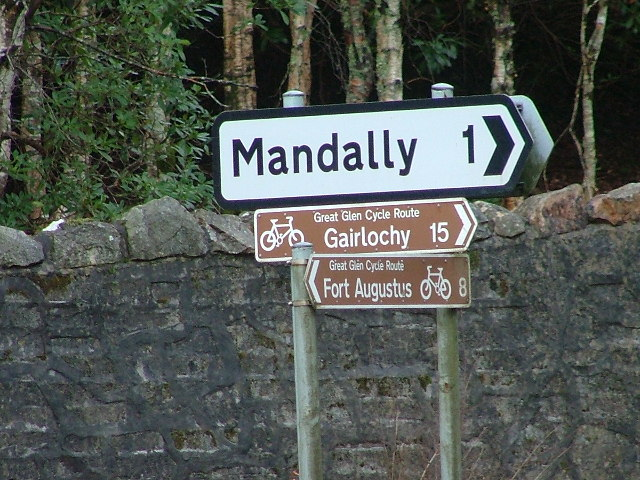
Straßenschild mit dem Ortsnamen

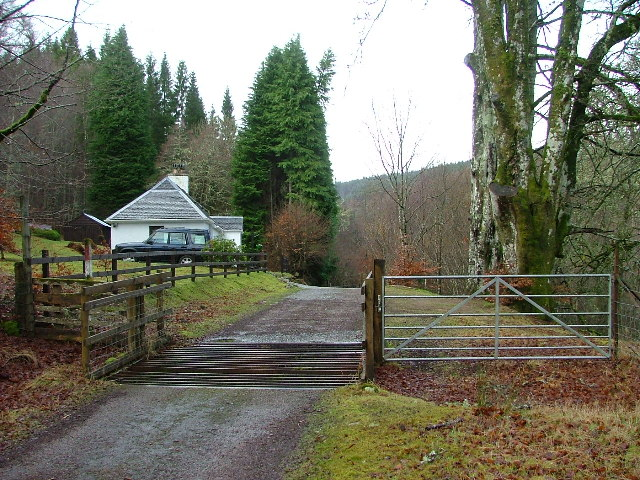
Ende der Straße durch Mandally

Mandally ist eine Ortschaft, die südwestlich von Inverness in der Region Highland im Norden von Schottland liegt. Im Rahmen der historischen Gliederung Schottlands in Civil Parishes zählt es zu Kilmonivaig, das zu Inverness-shire gehörte.

## Geographie
Mandally liegt leicht erhöht oberhalb des rechten, südlichen Ufers des River Garry, der hier vom Loch Garry zum Loch Oich fließt. Der Ort gliedert sich in zwei Teile, Western Mandally im Westen sowie Eastern Mandally im Osten. Beide umfassen eine Reihe von locker entlang einer durchführenden Straße liegenden Häusern, der Ort ist ohne größere Bedeutung.

## Verkehr
Verkehrstechnisch zu erreichen ist Mandally über eine von Invergarry parallel zum River Garry nach Westen führende Nebenstraße. In Invergarry besteht mit den dort aufeinandertreffenden A 82 und A 87 Anschluss an das übergeordnete Straßennetz. 